# Székely János (teológus)
Székely János (Budapest, 1964. június 7. –) teológus, a Szombathelyi egyházmegye püspöke, korábban esztergom-budapesti segédpüspök.

## Pályafutása
Felsőfokú tanulmányait az esztergomi Érseki Papnevelő Intézetben, a Pázmány Péter Katolikus Egyetem Hittudományi Karán, illetve Betlehemben folytatta. 1991-ben szentelték diakónussá Jeruzsálemben, majd ugyanezen év március 2-án szentelték pappá. 1991–1993 között káplán volt Érsekvadkerten. 1993-tól 1996-ig Rómában a Pápai Magyar Intézet növendékeként biblikus tanulmányokat folytatott a Gregoriana Pápai Egyetem mellett működő Pápai Biblikus Intézetben, ahol 1995-ben szaklicenciátust szerzett. 1996-tól 1998-ig plébános-helyettes volt Budapest–Erzsébetvárosban. 1997-ben teológiai doktorátust szerzett a Pázmány Péter Katolikus Egyetem Hittudományi Karán.
1998–2001 között plébános volt Budapest–Széphalmon. 2001-től 2005-ig a Központi Papnevelő Intézet spirituálisa volt. 2004-ben habilitált a Pázmány Péter Katolikus Egyetemen. 2005–2006 között a budapesti Örökimádás temploma (Üllői út 77.) templomigazgatója volt.
A Pázmány Péter Katolikus Egyetem Hittudományi Karán az Újszövetség tanszék docense, az Esztergomi Hittudományi Főiskola tanára, 2006-tól rektora, az esztergomi Szent Anna-plébánia plébánosa. 2007-től az Esztergom-Budapesti Főegyházmegyében a társadalmi-oktatási-kulturális szakterület püspöki helynöke. 2007–2008-ban anyagi támogatásával újult meg az esztergomi Rozália-kápolna.

### Püspöki pályafutása
2007-től febianai címzetes püspök. 2008. január 5-én Esztergomban az Esztergom-Budapesti főegyházmegye segédpüspökévé szentelték. A Magyar Katolikus Püspöki Konferencia Cigánypasztorációs Bizottságának vezetője, a Caritas in Veritate Bizottság elnöke, valamint tagja az Oktatási, a Hivatásgondozó és a Felnőttképzési Bizottságnak. 2010-től a Magyarországi Keresztények és Zsidók Tanácsának elnöki tisztét is betölti.
2017. június 18-án Ferenc pápa kinevezte a Szombathelyi egyházmegye megyéspüspökévé. 2017. július 8-án a szombathelyi Sarlós Boldogasszony-székesegyházban iktatták be.
2021. március 15-én a Magyar Érdemrend Középkeresztje kitüntetésben részesült.

## Művei
Több teológiai, biblikus és lelkiségi írás szerzője, szerkesztője.
- Magyar Sion. Lektorált egyházi tudományos folyóirat. (Felelős szerkesztő)
- Az Újszövetség teológiája. Szent Jeromos Katolikus Bibliatársulat, Budapest, 2003
- Structure and Theology of the Lucan 'Itinerarium' (Lk 9,51–19,28). Szent Jeromos Katolikus Bibliatársulat, Budapest, 2008
- Jászol és kereszt – interjúkötet (szerk. Dobszay János). (Miért hiszek? LXII.) Kairosz Kiadó, Budapest, 2009
- Cigány népismeret – Te del o Del baxt!, Szent István Társulat, Budapest, 2010
- Bibliaismeret. Hittankönyv a középiskolák 9. osztálya számára. (A Szent István Társulat hittankönyvei), Szent István Társulat, Budapest, 2011
- Székely János – László Dániel: Mária út. Zarándok Turizmusért Nonprofit Kft., Mária Út Közhasznú Egyesület, Budapest – Veszprém, 2013
- A Könyvek Könyve – Bevezetés a Biblia világába: Hittankönyv az általános iskolák 5. osztálya számára. (A Szent István Társulat Hittankönyvei), Szent István Társulat, Budapest, 2015
- Leszállt közénk a Szent Isten – O Sunto Del huralylas tele mashkar amende – Jézus örömhíre roma fiataloknak. Szent István Társulat, Budapest, 2015
- Mária út, a lélek útja; Mária Út Közhasznú Egyesület, Veszprém, 2015
- A hit kapuja. Meghívás a kapun való belépésre; Szent István Társulat, Bp., 2016
- „Én vagyok az út” (Jn 14,6): Lelkigyakorlatos elmélkedések. Szent István Társulat, Bp., 2018
- „Mindenki érte él”: Beszélgetés Székely János püspökkel. (Beszélgetőtárs: Dobszay János) Martinus Kiadó, Szombathely, 2018
- „Az élet útját mutatod nekem…” A lelkiatya válaszai. Szerkesztette: Perger Gyula. Martinus Kiadó, Szombathely, 2020
- Coreth Mária Terézia, az aranyszívű feleség; Martinus, Szombathely, 2022
- Jézus példabeszédei. Kis történetek a nagy történetről; Martinus, Szombathely, 2023
- Az ötödik evangélium, A Szentföldről, Misszió Tours Utazási Iroda, 2024

## Elismerések
- A Magyar Érdemrend tisztikeresztje (2012)
- Kézdy György-díj (2014)[4]
- A Magyar Érdemrend középkeresztje (2021)[5]